# Can Massana (Fonollosa)
Can Massana és una masia de Fals, al municipi de Fonollosa (Bages), inclosa en l'Inventari del Patrimoni Arquitectònic de Catalunya.

## Descripció
Es tracta del conjunt de la Masia de can Massana formada per dos construccions: la masoveria que és la primera masia, la construcció més antiga formada per un cos rectangular, cobert a dues aigües amb el carener paral·lel a la façana principal amb la façana orientada a migdia i un cos annex a manera de torre quadrada.
La nova construcció és un gran edifici que recorda més a la casa senyorial que a la masia, formada per dos pisos i la planta baixa. La façana principal és ordenada a partir d'un cos central de tribunes poligonals mentre que les façanes de migdia i tramuntana es repeteixen simètricament, fileres de finestres i balcons. Tot el conjunt és tancat per un mur.

## Història
Està situada dins el terme del Castell de Fals, La Massana és una masia existent ja al segle xvi. Es construí la gran i nova casa al segle xix.